# Battaglia dello Stretto di Dover (1602)
La battaglia dello Stretto di Dover del 1602 (o battaglia di Goodwin Sands o battaglia di Narrow Seas), fu uno scontro navale combattuto nello Stretto di Dover, in Inghilterra, nell'ottobre del 1592, nell'ambito della guerra degli ottant'anni. Una flotta inglese al comando di sir Robert Mansell intercettò ed attaccò sei galee spagnole al comando di Federico Spinola. Gli inglesi vennero raggiunti da una flotta olandese al comando di Jan Adriaanszoon Cant ed insieme completarono la distruzione del nemico.

## Antefatto

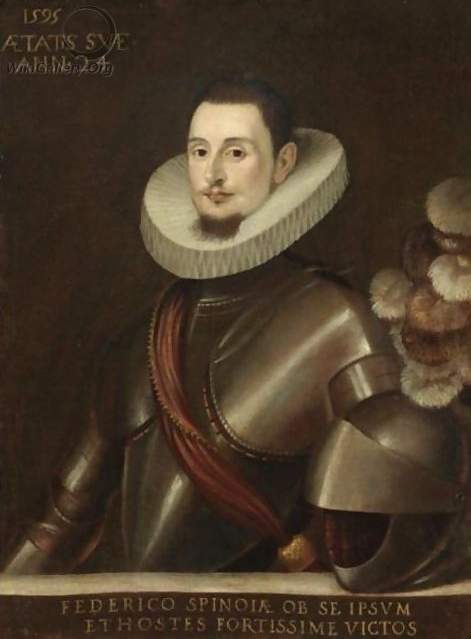
Federico Spinola

Nel 1602 Frederico Spinola, fratello minore di Ambrogio Spinola, si era distinto come soldato nell'Armata delle Fiandre ed era riuscito nel 1599 ad attraversare il Canale della Manica passando lo stretto di Dover senza problemi; questo aveva portato panico tra i componenti dell'Invisible armada olandese in quanto si riaprì lo spettro che gli spagnoli avrebbero potuto compiere l'operazione su vasta scala. Galvanizzato da quest'idea, Francisco Gómez de Sandoval, I duca di Lerma e Martín de Padilla y Manrique, I conte di Santa Gadea avevano l'idea di provare un'invasione dell'Inghilterra dalle Fiandre. Ad ogni modo il consiglio di stato provvide loro per l'operazione solo otto galee a spese dello Spinola. Questi era in viaggio da Sanlúcar a Lisbona ma era già stato sconfitto da sir Richard Leveson nella battaglia della baia di Sesimbra che gli costò la perdita di due galee.
Dopo questa sconfitta lo Spinola aveva riportato le sei galee rimastegli a Lisbona ed aveva riempito le navi di denaro destinato alla cassa militare delle Fiandre. Durante il suo viaggio verso le Fiandre, catturò un mercantile inglese che lasciò a La Coruña. A Santander prese altri 400 uomini per completare un tercio di 1600 uomini. In Inghilterra la notizia che lo Spinola stava tentando di attraversare il canale della Manica giunse velocemente. Attestato a Sluis con le sue sei galee, Robert Cecil era stato informato del suo arrivo a Blavet, in Bretagna, all'inizio di ottobre. La regina Elisabetta I d'Inghilterra decise di agire e pertanto nominò sir Robert Mansell come comandante della flotta col compito di unirsi a quella olandese presso Dunquerque per vedere di bloccare il nemico. Nel frattempo, gli Stati Generali d'Olanda e Frisia occidentale inviarono una flottiglia di nove navi al comando del vice ammiraglio Jacob van Duyvenvoorde ad intercettare lo Spinola ma quando queste forze giunsero in prossimità della Spagna, lo Spinola era già fuggito a nord. Van Duyvenvoorde, avendo a che fare con un'epidemia di vaiolo di cui si infettò personalmente, inviò quattro delle sue navi a nord sotto il comando di Jan Adriaanszoon Cant.

## Lo scontro
Mansell, con tre navi (la Hope con 30 cannoni, la Victory e la Answer con 42 cannoni ciascuna) partirono per controllare l'area. L'idea era quella che lo Spinola avrebbe certamente cercato di navigare lungo la costa inglese. Il giorno 3, Mansell venne raggiunto dalle navi olandesi Samson e Moon e lo Spinola comprese di essere caduto in una trappola.

### L'azione con gli inglesi

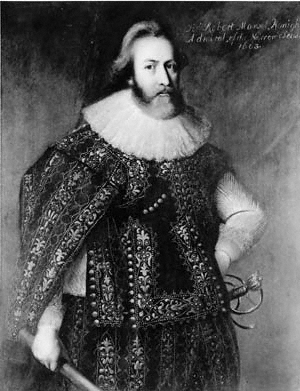
Sir Robert Mansell

Con la luna piena del 3 ottobre, appena prima di mezzanotte, Mansell attendeva di avvistar le galee dello Spinola. Mansell ordinò l'attacco alla Moon, Samson ed alla Answer. Spinola vedendo ciò decise di spostare le sue galee a sudest, in direzione della costa delle Fiandre ma facendo ciò spinse le sue navi inavvertitamente ancora più ad est.
Le fonti differiscono su quanto accadde quando le galee spagnole si portarono sotto il fuoco delle navi inglesi: da parte inglese si dice che la San Felipe venne quasi battuta dai cannoni della Victory e fu l'unica in grado di fuggire alla fine. Per parte spagnola, si dice che le galee dello Spinola riuscirono a passare quasi illese tra le navi spagnole. Mansell decise di creare quanto più danno possibile alle navi nemiche; anziché concentrarsi su un'unica galea, ordinò ai suoi cannonieri di sparare su tutto ciò che la luce lunare avrebbe concesso loro di vedere. Molti furono gli schiavi che si gettarono a mare dalle galee in fiamme e quanti giunsero a terra vennero catturati ed interrogati poi al castello di Dover. Quando entrambe le flotte raggiunsero Goodwin Sands le galee spagnole iniziarono a ritirarsi disperate verso la costa fiamminga.

### L'intervento olandese nell'attacco

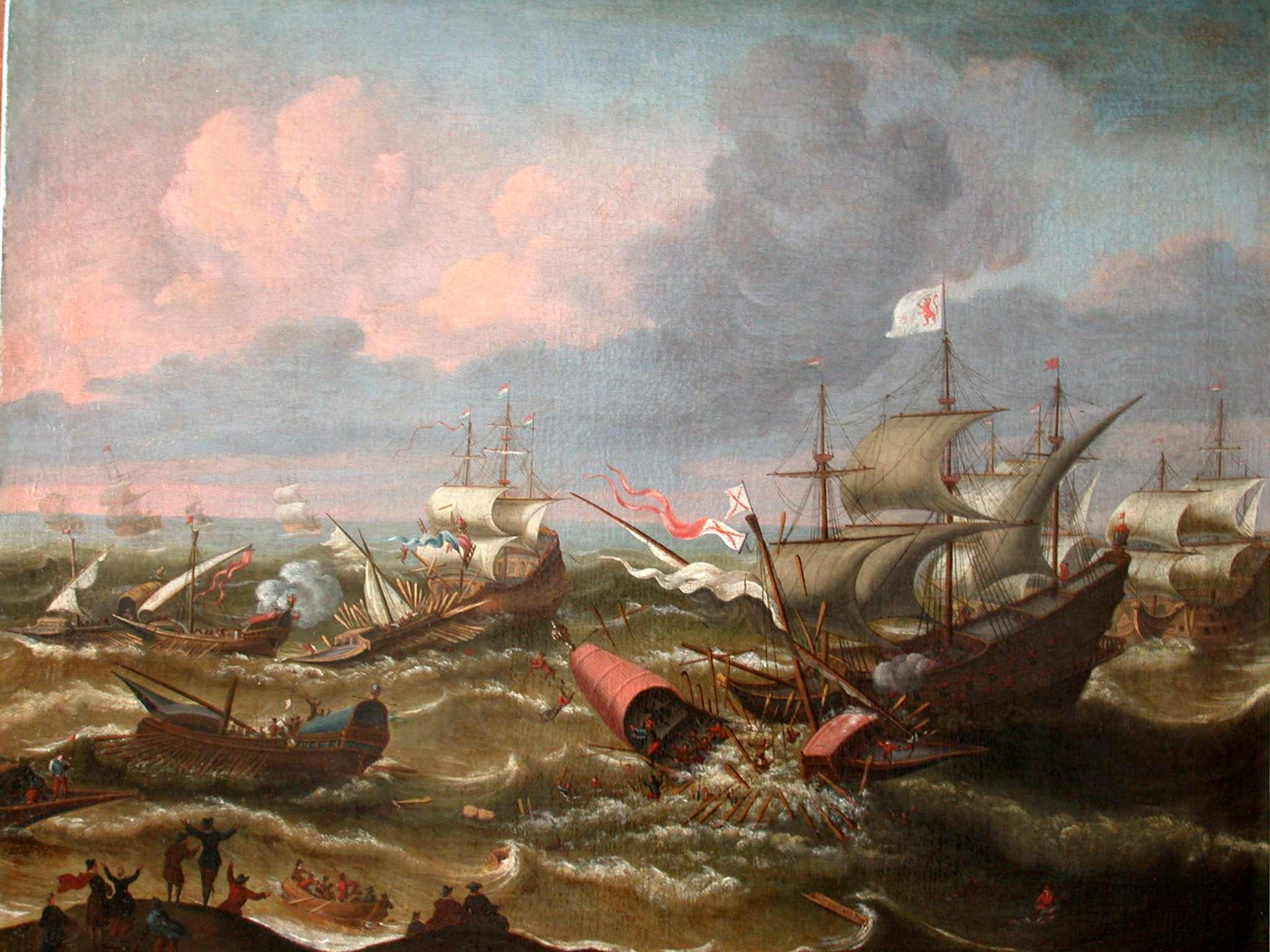
Una nave olandese interviene nello scontro

L'azione continuò nello stretto di Dover tra Dunquerque, Nieuwpoort, Gravelines e Sluis. L'ammiraglio olandese Jan Cant riuscì ad allontanare gli spagnoli accerchiandoli di modo che non potessero tentare la fuga. La nave olandese Makreel attaccò la già danneggiata San Felipe con una bordata. La galea si trovò così vicina alla Halve Maene del vice ammiraglio Cant e per questo tentò di rimanere al coperto rimanendo al buio nell'oscurità, ma il risultato fu disastroso. La Halve Maene si scontrò con l'altra nave spezzandole l'albero maestro e parte della poppa proprio perché i movimenti erano quasi impossibili nella totale oscurità. Alla fine la Halve Maene tirò un'ultima bordata per completare il lavoro. La San Felipe affondò velocemente, portando con sé tutti i marinai, gli schiavi ed i soldati che portava a bordo.
La Lucera, tentando di usare la medesima tattica evasiva, fu la successiva a venire attaccata; una galiotta olandese tentò di assaltarla. La galea venne colpita sia sulla carena che sull'albero maestro. Il viceammiraglio Cant a bordo della sua Halve Maene attaccò quindi finendo la Lucera. Nel frattempo, la Victory e due galiotte olandesi diedero la caccia a due galee spagnole, la San Juan e la Jacinto, che già stavano per affondare quasi. Senza punti di fuga, l'unica opzione per i due comandanti delle navi spagnole era quella di raggiungere l'area di Nieuwpoort, cosa che fecero per loro fortuna non senza qualche difficoltà. Un'altra galea tentò di evadere inglesi e olandesi ma finì per arenarsi sulla costa francese presso Calais. La galea San Luis, a bordo della quale si trovava lo Spinola con trentasei casse di denaro, tentò di raggiungere Dunquerque ma il vento non era sufficiente e per questo fu costretta ad attendere dietro un banco di sabbia. Dieci navi olandesi si avventarono sulla San Luis, ma lo Spinola riuscì ad avere la meglio e raggiunse infine la sua meta.

## Conseguenze
Le perdite furono incredibilmente alte per gli spagnoli: due galee affondate con tutto ciò che portavano a bordo (uomini e beni compresi), e si ebbero più di 2000 tra morti, feriti e prigionieri. A Calais la galea arenata venne fatta a pezzi ed il suo legno utilizzato come combustibile per i francesi, mentre la ciurma spagnola venne fatta prigioniera e gli schiavi liberati. Le perdite da parte anglo-olandese furono minime con diverse navi che non ebbero quasi danni, a parte un paio di navi. Le navi inglesi non ebbero danni ad eccezione della Samson che si vide rotto in due l'albero maestro. La battaglia mostrò chiaramente la differenza tra galeoni e galee, in particolare l'inadeguatezza delle galee usate nel Mediterraneo nelle acque dei mari del nord.
Mansell venne ricompensato per la parte avuta nella vittoria e venne nominato Ammiraglio dello Stretto di Dover in ricordo di questa battaglia. Van Duyvenvoorde e Cant ricevettero entrambi una catena d'oro puro dagli Stati Generali d'Olanda. Spinola tentò di salvare metà delle galee e due di queste raggiunsero Nieuwpoort, radunandosi poi con la San Luis a Dunquerque. Da qui le tre navi salparono senza problemi alla volta di Sluis, dove lo Spinola con le sue cinque galee continuò a rappresentare una minaccia per le navi inglesi ed olandesi.